# Marija Rjemjeňová
Marija Rjemjeňová (ukrajinsky Марія Рємєнь; * 2. srpna 1987, Makijivka) je ukrajinská atletka, sprinterka.

## Kariéra
Na evropském šampionátu v Barceloně v roce 2010 se probojovala do finále běhu na 100 metrů. V něm obsadila časem 11,31 s 5. místo, když na bronzovou medaili, kterou vybojovala Myriam Soumaréová z Francie ztratila třináct setin sekundy. Největší úspěch však zaznamenala ve štafetě na 4 × 100 metrů, kde získala zlatou medaili, na které se dále podílely Olesja Povchová, Natalija Pohrebňaková a Jelizaveta Bryzginová.
V roce 2011 získala na halovém ME v Paříži stříbrnou medaili v běhu na 60 metrů a o rok později se stala v Helsinkách mistryní Evropy v běhu na 200 m.

## Vyznamenání
- Řád za zásluhy III. třídy (Ukrajina, 25. července 2013)[2]
- Řád kněžny Olgy III. třídy (Ukrajina, 15. srpna 2012)[3]